# Освободителям Полоцка (памятник)
Памятник «Освободителям Полоцка» — памятник в городе Полоцке Витебской области Белоруссии.

## История и описание
Памятник «Освободителям Полоцка» установлен в 1981 году на площади Свободы в городе Полоцке. Авторы памятника: архитектор Г. Аладов, скульптор В. Муромцев. На площади Свободы, где установлен памятник «Освободителям Полоцка» похоронены 16 воинов 1-го Прибалтийского фронта, которые геройски погибли защищая город Полоцк во время Полоцкой наступательной операции. Имена захороненных воинов: Кессель Анатолий Адамович, Магалашвили Илья Иосифович, Бабахин Николай Иванович, Сушков Филипп Тимофеевич — Герой Советского Союза, Краснов Игнатий Александрович, Мараховский Иван Фёдорович, Чайко Василий Григорьевич, Шенягин Аркадий Александрович, Коновалов Сергей Никитович, Литвинов Владимир Иванович, Голубев Михаил Сергеевич, Щербина Иван Фёдорович, Кутушев Григорий Романович, Халев Василий Дмитриевич — Герой Советского Союза, Голушко П. П., Клименко В. И..
Памятник «Освободителям Полоцка» представляет собой скульптурную композицию со стеной прямоугольной формы в центре, на лицевой стороне справа памятная надпись: ОСВОБОДИТЕЛЯМ ПОЛОЦКА, слева бронзовая скульптура трёх солдат. Текст приказа Ставки ВГК, посвящённого освобождению города Полоцка расположен на боковой правой стороне бронзового барельефа. На бронзовых барельефах, на обратной стороне стелы текст: перечисление соединений и частей, отличившиеся в боях за город Полоцк и получившие почётное наименование «Полоцких». Инженером Грабиным были разработаны 57-мм противотанковые пушки образца 1941 года (ЗиС-2), которые расположены по обеим сторонам от стелы. По бокам гранитного постамента, который расположен впереди стелы, прикреплены таблички с именами захороненных воинов, перед гранитным постаментом расположена звезда, с зажжённым Вечным огнём.